# Гарсбах
Гарсбах (нем. Garsbach) — хутор в составе поселения Эльзофф (Бад-Берлебург в районе Зиген-Виттгенштайн (земля Северный Рейн-Вестфалия, Германия). 
Сегодня населённый пункт состоит из трёх жилых домов с сельскохозяйственными постройками. Хутор живописно вписывается в горные леса и используемые в сельском хозяйстве склоновые земли. Местные жители называют деревню просто — Гарсбах.

## Положение
Гарсбах расположен в боковой одноименной долине ручья Гарсбах (западном притоке Эльзоффа), на полпути между деревнями Алертсхаузен и Эльзофф.
Одной из самых высоких точек является гора Германштайн высотой 606 м над уровнем моря, окаймляющей хутор с юга.

## Соседние поселения
- Алертсхаузен — на востоке
- Христианзекк — на северо-западе
- Эльзофф — на юге.

Асфальтированные дороги соединяют хутор Гарсбах со всеми тремя населёнными пунктами.

## История
Расположенная неподалеку заброшенная деревня Эккенфельд впервые упоминается в 1324 году. Первое документальное упоминание о хуторе Гарсбах относится к 1710 году. С этого года заселение лесных территорий происходило по указанию графов Виттгенштайнов. Первых поселенцев называли канонистами. С 1732 года Гарсбах входил в церковный округ Эльзофф.
В середине XVIII века он был отнесён к сельской управе Рихштайн. С начала XIX века здесь были задокументированы три усадьбы. В 1819 году Гарсбах был включен в состав общины Алертсхаузен, а также администрацию Эльзоффа. В 1895 году здесь проживало 19 человек.

## Объекты культурного наследия
В Гарсбахе зарегистрировано несколько объектов культурного наследия Бад-Берлебурга, подлежащих охране:
- Im Garsbach 1: амбар XVIII века
- Im Garsbach 3: крестьянский дом с амбаром и пекарней